# Boer Commando

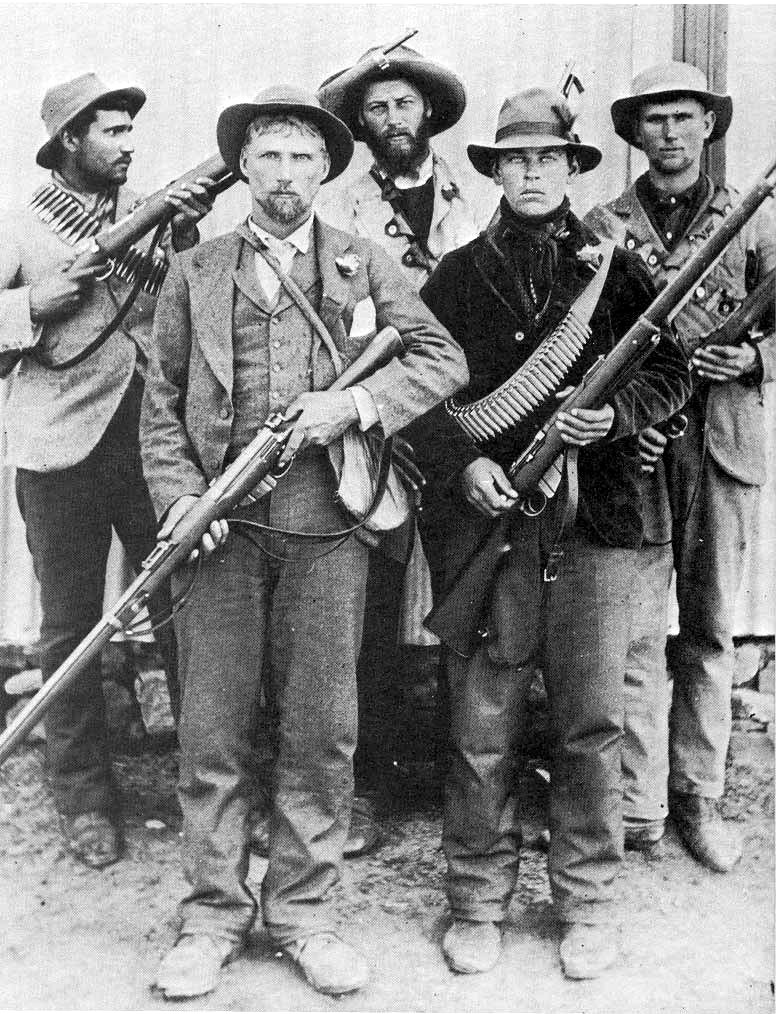

Os Boer Commandos ou "Kommandos" foram unidades voluntárias de milícia e comandos organizada pelo Boêres da África do Sul. O termo entrou em uso durante a Segunda Guerra dos Bôeres de 1899-1902.Foi a primeira unidade de comandos criada.

## História

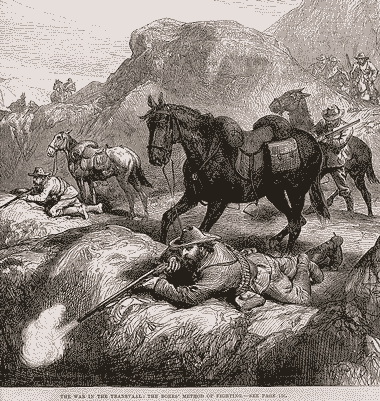
Boer Commando em ação durante a Primeira Guerra dos Bôeres, 1881

Em 1658, uma guerra eclodiu entre os colonizadores holandeses na Colônia do Cabo e os Khoi-khoi. A fim de proteger o território, todos os homens aptos foram recrutados. Após a conclusão desta guerra, todos os homens da Colônia foram selecionados para o serviço militar para pronta ação.
Por volta de 1700, o tamanho da colônia tinha aumentado imensamente e era dividido em distritos. A pequena guarnição militar que estava no Castelo de Goede Aro não podia ser usada para reagir rapidamente nos distritos limítrofes, assim, o sistema "commando" foi ampliado e formalizado. Cada distrito havia um Kommandant que foi cobrado com a chamada de todosem tempos de necessidade. Em 1795, com a Primeira Ocupação Britânica e, novamente, em 1806, com a Segunda Ocupação Britânica, os comandos foram chamados para defender a Colônia do Cabo. Na Batalha de Blaauwberg (6 de janeiro de 1806), o Swellendam Commando parou o Exército Britânico tempo suficiente para o resto dos Batavos a recuar para em segurança.
Sob o domínio Britânico, a Colônia do Cabo continuou a usar o sistema commando em suas guerras de fronteiriças. Boer commandos lutou ao lado Fengu, Colonos Britânicos, Khoi-khoi e de outros grupos étnicos em unidades que foram muitas vezes misturadas. Lentamente, os móveis commandos foram se tornando, inegavelmente, mais adequados do que as lentas colunas de tropas imperiais, para a guerra em montanhas. No entanto, as tensões, muitas vezes, ergueram-se no governo sobre os méritos relativos e o controle desses dois sistemas militares.
Durante a grande jornada, este sistema foi utilizado, e permaneceu em uso nas Repúblicas Boêres.Durante o Segunda Guerra dos Bôeres (1899-1902) os commandos formaram a espinha dorsal das forças boêres.
Após a declaração da paz, em 1902, os comandos foram dissolvidos.

## Estrutura

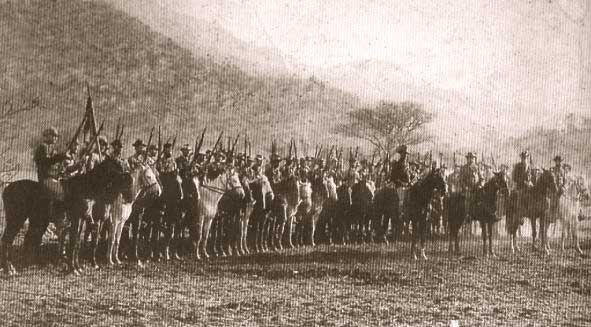
O Commando montado a em Pretória, em 1899.

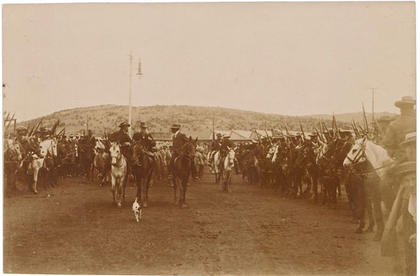
Boer Commando com Britânicos presos.

Cada commando foi anexado a uma cidade. Cada cidade foi responsável por um distrito, divididos em alas. Os commando foram comandados por um kommandant e cada ala por um veldkornet.
O veldkornet foi responsável não apenas para a chamada de comandos, mas também para o policiamento sua ala, recolhimento de impostos, emissão de armas de fogo e outros materiais em tempos de guerra. Teoricamente, uma ala era dividida em corporalships. Um corporalship era geralmente composta de cerca de 20 colonos. Às vezes, toda a família (pais, filhos, tios, primos), preenchiam um corporalship.
Os commandos foram compostos por voluntários, todos os comandantes foram indicados pelos membros do commando, e não pelo governo.

## Armamento
Os  comandos eram obrigados a manter armas de fogo reparadas e prontas em todos os momentos. Foram usadas: 
- Mauser C96
- Colt Single Action Army
- Remington Model 1875
- Fuzil Remington Rolling Block
- Winchester(1866 e 1873)
- Repetiergewehr Vetterli, Modell 1869/71
- Mauser Modelo 1895
- Martini–Henry
- Krag–Jørgensen
- Enfield
- Lee–Metford.
- Guedes
Maxim

## Lista de unidades
- Krugersdorp Commando[6]